# Lîntvarivka (Severînivka), Sumî
Lîntvarivka (în ucraineană Линтварівка) este un sat în comuna Severînivka din raionul Sumî, regiunea Sumî, Ucraina.

## Demografie
Componența lingvistică a localității Lîntvarivka
     Ucraineană (100%)
Conform recensământului din 2001, toată populația localității Lîntvarivka era vorbitoare de ucraineană (100%).